# سیگت‌سنت‌میکلوش
شهر سیگت‌سنت‌میکلوش(به مجاری: Szigetszentmiklós) در پِشت در کشور مجارستان واقع شده‌است. جمعیت این شهر ۲۹٫۱۷۷ نفر  است.

## نگارخانه

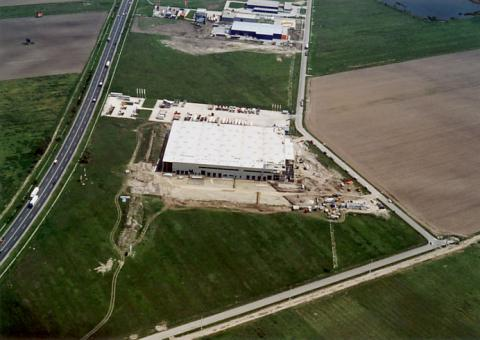
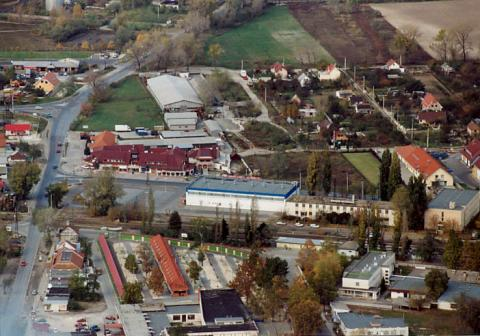
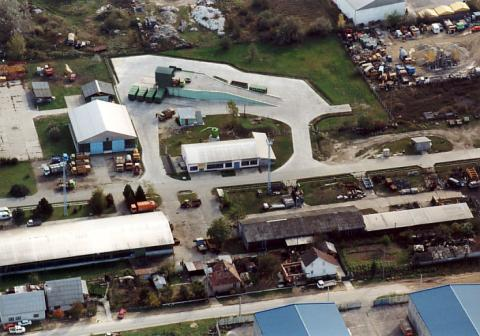

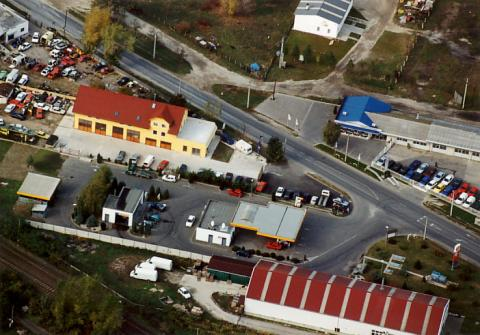